# Rasm al-Chamis Szarki
Rasm al-Chamis Szarki – wieś w Syrii, w muhafazie Aleppo. W 2004 roku liczyła 1087 mieszkańców.